# Бранкица Чигоја
Бранкица Чигоја (рођ. Гвоздић; Буковац, код Госпића, 26. март 1956 — Београд, 17. август 2014) била је српски лингвиста, професор универзитета и песник.

## Биографија
По завршетку гимназије, уписала се на Филолошки факултет (Група за српскохрватски језик и југословенску књижевност) на коме је дипломирала 1979. године, затим наставила постдипломске студије. Од фебруара 1980. године ради у Заводу за уџбенике и наставна средства као лектор-језички редактор. Годину дана касније започиње своју плодну научну и универзитетску каријеру –1981. године изабрана је у звање асистента-приправника за предмет Историја српскохрватског језика на Филолошком факултету у Београду. Први степен постдипломских студија завршила одбраном магистарске тезе „Графија, ортографија и језик наших најстаријих ћирилских натписа“ 1984. године, за коју јој је 20. октобра исте године додељено признање – Октобарска награда Београда. Од 1987. до 1989. године била је лектор за српскохрватски језик на „Карл Маркс“ универзитету у Лајпцигу (Немачка). Докторску дисертацију под насловом „Језик Павла Папића, босанског фрањевца из прве половине 17. века“ одбранила је код проф. др Славка Вукомановића 1995. године. У звање ванредног професора за предмет Историја српског језика изабрана је 2003. године, док је редовни професор постала шест година касније – 2009.
Њен научни допринос огледа се у трима монографијама и у бројним научним и стручним радовима које је објавила из области историјске граматике српског језика и историје српског књижевног језика. У научним истраживањима највећу пажњу посвећивала је графијским и палеографско-правописним проблемима на нивоу словенских писама. Њени радови и студије, осим уско језичких, садрже и социолингвистичке интерпретације. Објављивала их је у најзначајнијим лингвистичким часописима: Јужнословенски филолог, Зборник Матице српске за филологију и лингвистику, Зборник Матице српске за славистику, Српски језик, Наш језик, Научни састанак слависта у Вукове дане, Археографски прилози, Прилози за књижевност, језик, историју и фолклор, Славистика и другим.
Била је сарадник научних пројеката које је финансирало Министарство просвете, науке и технолошког развоја – “Терминолошка стандардизација лингвистичког описа савременог српског језика“,“Теоријско-методолошки оквир за модернизацију описа српског језика“ и „Обрада старог српског писаног наслеђа“. Поред тога, била је и члан Одбора за стандардизацију српског језика, а посебно се истакла у комисији за историју српског језика.
На мастер студијама водила је специјалистички курс – Историја српског књижевног језика, а на докторским – Споменици српске писмености у историји српског језика.

## Монографије
- Најстарији српски ћирилски натписи : (графија, ортографија и језик), 1994, 1995, 1998, четврто, допуњено издање, Београд, Чигоја штампа, 2008. - 165.  978-86-7558-591-6. стр. -..  149457932
- Чигоја, Бранкица Б. (2001). Језик Павла Папића, босанског фрањевца из прве половине XVII века (PDF). Београд: Институт за српски језик.
- Траговима српске језичке прошлости, Друштво за српски језик и књижевност Србије, 2006. - 194 стр. - (Библиотека Књижевност и језик ; књ. 13). -.  978-86-84885-13-7..  137010956
- Најстарији српски ћирилски натписи : XI-XV век : (графија, ортографија и језик), Београд, Чигоја штампа. 2014.  978-86-531-0063-6..  208518924

## Значајнији научни радови
- Надгробни натпис из околине Скопља // Српски језик. – ISSN 0354-9259. – 8, бр. 1–2 (2003), 351–361.
- Чигоја, Бранкица (2003). „Називи књижевног језика у дијахроној перспективи”. Терминолошка стандардизација лингвистичког описа савременог српског језика. 1. Београд: Међународни славистички центар. стр. 289—294.
- Чигоја, Бранкица (2011). „Називи српског књижевног језика од најранијих времена до 1850. године”. Српски као страни језик у теорији и пракси: Зборник радова. 1. Београд: Филолошки факултет. стр. 121—130.
- Неколико напомена о термину зетско-хумски и рашки правопис // Научни састанак слависта у Вукове дане. – ISSN 0351-9066. – 35, 3 (2007), 221–227.
- Једна напомена о постављању плоче захвалности Светом Ћирилу у цркви Св. Климента у Риму // Славистика. – ISSN 1450-5061. – XII (2008). стр. 387–388.
- Неколико напомена о термину, ресваски правопис’ (према новијим истраживањима) // Научни састанак слависта у Вукове дане. – ISSN 0351-9066. – 36, 3 (2008). стр. 171–201.
- О месту Доситеја Обрадовића у историји српског књижевног језика // Зборник радова са научног скупа Дело Доситеја Обрадовића 1807–2007. – Београд : Задужбина “Доситеј Обрадовић”. 2008.  978-86-910687-6-9. стр. 63–71..
- О надгробном натпису Марине Витославе // Јужнословенски филолог, ISSN 0350-185X. – LXIV (2008). стр. 551–560
- Филолошке напомене о натпису на спомен-камену постављеном на месту смрти деспота Стефана //Деспот Стефан Лазаревић у науци, историји, књижевности и уметности : научни скуп, Деспотовац-Манасија, 22–24. аугуст7, 2008. год. – Деспотовац : Народна библиотека "Ресавска школа", 2009. – (Дани српскога духовног преображења ; 16).  978-86-82379-33-1.. – 175–185.
- Једна кратка напомена о српској рукописној ћирилици (прилог палеографији) // Стандардизација старословенског ћирилског писма и његова регистрација у Уникоду. – Београд : САНУ, 2009. – (Научни скупови ; књ. 125. Одељење језика и књижевности ; књ. 20).  978-86-7025-494-7.. – Стр. 209–216.
- Неколико филолошких напомена о развоју српске ћирилице од почетка писмености до усвајања Вукове књижевнојезичке и правописне реформе (1868. године) // Српски језик. – ISSN 0354-9259. – 14, 1–2 (2009), стр. 91–118.
- Кратак преглед првих српских буквара, њиховог језика и писма којим су штампани (од Првог српског буквара Инока Саве до прве половине XIX века), Научни састанак слависта у Вукове дане (теоријско методолошки оквири за модернизацију српског језика) – краћа верзија, 39/3 стр. 47–72., Београд, 2010. УДК 371.671:003-028.31(=163.41)  177931020.
- Кратак преглед првих српских буквара, њиховог језика и писма којим су штампани (од Првог српског буквара Инока Саве до прве половине XIX века), Тематски број Јужнословенског филолога посвећен академику Ирени Грицкат, Јужнословенски филолог LXVI. – допуњена верзија горњег рада. 2010.  978-86-86419-96-5..
- Кратак преглед првих српских буквара, њиховог језика и писма којим су штампани (од Првог српског буквара Инока Саве до прве половине XIX века). – Допуњена верзија in: Зборник БУКВАРИ И БУКВАРСКА НАСТАВА КОД СРБА, Педагошки музеј, Београд 2010, стр. 103–134, допуњена верзија са 38 илустрација.  978-86-820453-09-3 неважећи .;  176235532.
- EINIGE PHILOLOGISCHE ANMERKUNGEN ÜBER DIE ENTWICKLUNG DER SERBISCHEN KYRILLISCHEN SCHRIFT SEIT DEM BEGINN DES SCHRIFTTUMS BIS ZUR ANNAHME DER LITERARISCH-SPRACHLICHEN UND ORTHOGRAPHISCHEN REFORM VON VUK KARADŽIĆ (IM JAHR 1868), IN BERNHARD BREHMER & BILJANA GOLUBOVIĆ (HRSG.), SERBISCHE UND CROATISCHE SCHRIFTLINGUISTIK GESCHICHTE, PERSPEKTIVEN UND AKTUELLE PROBLEME, VERLAG DR. KOVAČ, HAMBURG 2010, STR. 31-55.  978-3-8300-4307-2.; ISSN 1610-4986.
- Учешће на Међународном научном скупу КОСОВО И МЕТОХИЈА У ЦИВИЛИЗАЦИЈСКИМ ТОКОВИМА – Траговима Дечанских натписа – један осврт на могућности ишчитавања заборављених значења (одржаном у Косовској Митровици 2009. године). Зборник: Косово и Метохија у цивилизацијским токовима, Међународни тематски зборник, књига I, Језик и народна традиција, Косовска Митровица. 2010.  978-86-80273-50-1. стр. 391–413..
- О Доситејевој Ижици или поводом ње (Прилог једном „тајнопису”), Зборник Доситеј и (српска) школа, Зборник радова, Научни скуп- Библиотека Зборници 2, Београд 2011, стр. 203–211, УДК: 003.349 (091) 811.163.41(091).  182864652.
- Ћирилица пре Саве Мркаља у старим српским букварима. – Научни састанак слависта у Вукове дане (08–11.09.2010), стр. 233–252. Београд 2011/1. УДК 371.671:003-028.31(=163.41)"15/18" 811.163.41'354  514187438
- О једном двојезичном буквару, чувару ћирилице и српске културне традиције, Српски као страни у теорији и пракси II, Тематски зборник радова, Филолошки факултет, Центар за српски као страни. Београд 2012. УДК 371.671:003-028.31.  187578892.
- Стара књига – вечити календар матерњег језика: напомене у устрајности чувања значења сопствене културне баштине / Бранкица Чигоја. – Напомене и библиографске референце уз текст. Summary. У: Književnost i jezik. – ISSN 0454-0689. Год. 58, бр. 1/2 (2011), стр. 109–114. УДК 929.55.  185345036
- Два писма Дубровачке општине деспоту Стефану. – Археографски прилози 33, Народна библиотека Србије, Археографско одељење, Београд 2011, стр. 383–388. УДК 930-2:003.074(497.5); 1402/1405; 091=163.41 : 1402 : 1405.
- Учешће на Међународном научном скупу: Српско језичко насљеђе на простору данашње Црне Горе и српски језик данас. – Б. Чигоја, Напомене о графији, ортографији и језику Молитвеника проте Мартиновића из Бајица (RS83), стр. 97–108. – Зборник са Међународног научног скупа одржаног у Херцег Новом 20–23. априла 2012, Никшић 2012. УДК [091:811.163.4]:003.
- Дечани у светлу археографских истраживања (зборник радова), Београд 2012. – Б. Чигоја, Дечански натписи – допринос проучавању историји српског књижевног језика (217–229).  978-86-7035-280-3..  195882252.
- Напомене о графији, ортографији и језику из неколико писма Дубровчана упућена деспоту Стефану (XIV/XV век) / Бранкица Б. Чигоја. – Напомене и библиографске референце уз текст. – Библиографија – Zusammenfassung. – Прилози: стр. 232–236. У: Српски језик и његове норме. 1/41. научни састанак слависта у Вукове дане, Београд, 15–17. IX 2011. – Београд: Међународни славистички центар, 2012. – (МСЦ, ISSN 0351-9066).  978-86-6153-084-5.. – Стр. [255]–236. УДК 811.163.41’35”13/14”; 091=163.41”13/14”; 930.2:003.074(497.5)”13/14”.  523879316
- Чигоја, Бранкица Б. (2014). „Употреба ћирилице код фрањевачких писаца од Матије Дивковића до Стипана Марковца Маргитића”. Књижевност и језик. 61 (3-4): 237—248.
- МСЦ, МССУВД 12–15.09.2013. – Београд. Реферат: О Његошевој штампарији и ћирилици којом је писао и штампао своја дела у контексту сагледавања континуитета употребе ћирилице 19. века.

## Збирке песама
- Зелена поља сна, Чигоја, Београд, 1996. 1997.  978-86-7558-547-3..  145353740
- Памтим љубав, Чигоја штампа, Београд, 2000. 2007.  978-86-7558-548-0..  145352972
- Под рањеним небом, изабране песме, Чигоја штампа, Београд. 2013.  978-86-531-0014-8..  202088460

## Награде
- Октобарска награда града Београда, 1984